# Вилла Бланка
Вилла Бланка (итал. Villa Blanc) — историческое здание в Риме, построенное в эклектичном стиле в конце 1800-х годов как резиденция барона Альберто Бланка, который умер через несколько лет после завершения работ. Вилла расположена на территории парка площадью 39 000 м², представляющего экологическую и архитектурную ценность, напротив посольств Ливии и Ирана в Италии. Территория, которая состоит из здания виллы, окружающего её парка, шести небольших зданий и теплиц, с 1922 года находится под охраной архитектурного и культурного наследия Италии. С 2017 года он используется как часть университетского кампуса Школы бизнеса LUISS и школы подготовки управленческих кадров Луиса Гвидо Карли (LUISS).

## История
Вилла Бланка является результатом реконструкции 1896 года ранее существовавшего здания, стоявшего на винограднике, приобретённом в 1848 году маркизом Лоренцо Леццани, строителем дорог Папского государства, который построил на этой земле казино, позже расширенное его братом Массимилиано. В 1893 году вся собственность была продана за 75 000 лир барону Альберто Бланку, сенатору Королевства Италия, министру иностранных дел двух правительств Криспи с 1893 по 1896 год и скончавшемуся в 1904 году.
После смерти барона Бланка права собственности на виллу и парк перешли сначала к его жене Наталье, а затем, в 1927 году, к его четверым детям: Джану Альберто, Маргарите, Марио и Джулио. В 1922 году здание стало объектом «ограничения важного художественного интереса», наложенного Министерством образования. В 1950 году вилла и окружающий её парк были приобретены за 180 миллионов лир компанией «Società Generale Immobiliare». После смены многих владельцев в 1997 году виллу и окружающий её парк приобрёл университет LUISS. С 2011 года началась реконструкция здания.

## Архитектура и парк виллы
Вилла имеет более или менее крестообразную, но неправильную структуру со сложным неровным объемом, увенчанным колокольней в нероманском стиле с богато детализированной кованой оградой. Лоджия с кариатидами, напоминающими древнегреческий Эрехтейон, украшена полихромными керамическими метопами с натуралистическими элементами. Бальный зал поддерживается по сторонам рядом чугунных колонн, между которыми расположены витражи, помещение перекрыто расписными и декорированными восьмиугольными куполами.
Внутри лоджии находится лестница с балюстрадой, состоящая из 41 чередующихся гладких и витых колонн. Зимний сад с металлическими сводами считается крупнейшим в Европе, для его создания из голландского города Харлема было привезено 10 000 луковиц тюльпанов, а также сирень и розы-азалии.
Внутри виллы этажи соединяет чугунная винтовая лестница, обшитая деревом. Интерьеры виллы декорировал Алессандро Морани, который новаторски использовал традиционные материалы и техники, такие как витражи, керамика и мозаика. Морани помогал художник и декоратор Адольфо Де Каролис, который создавал глазурованную майолику с цветочными мотивами на тосканской мануфактуре Джинори. Над оформлением интерьеров также работали художники Джузеппе Челлини и Гвидо Калори.
В период с 1924 по 1928 год в парке Виллы Бланка были построены другие здания, такие как дом смотрителя, швейцарский домик и теплицы, а также проводилась реконструкция парка. Перед входом в парк виллы находится археологическая находка: круглый мавзолей, похожий на мавзолей Цецилии Метеллы, обнаруженный рядом с большой гробницей в 1875 году археологом Джакомо Бони на Виа Фламиния в Риме. В 1896 году одну из двух археологических находок Джакомо Бони приобрёл барон Бланк, а в 1897 году её поместили в парке виллы. В 1960-х годах парк площадью 47 000 м² был уменьшен примерно на треть, достигнув своей нынешней площади в 39 000 м². Официальная презентация реставрации виллы, проведённой Университетом LUISS Guido Carli, состоялась 18 июня 2018 года. 28 мая 2018 года парк Вилла Бланка был открыт для свободного посещения.
- Вход в парк
- Лоджия виллы
- Главная лестница
- Аула (Актовый зал)
- Мавзолей